# Frank Filip

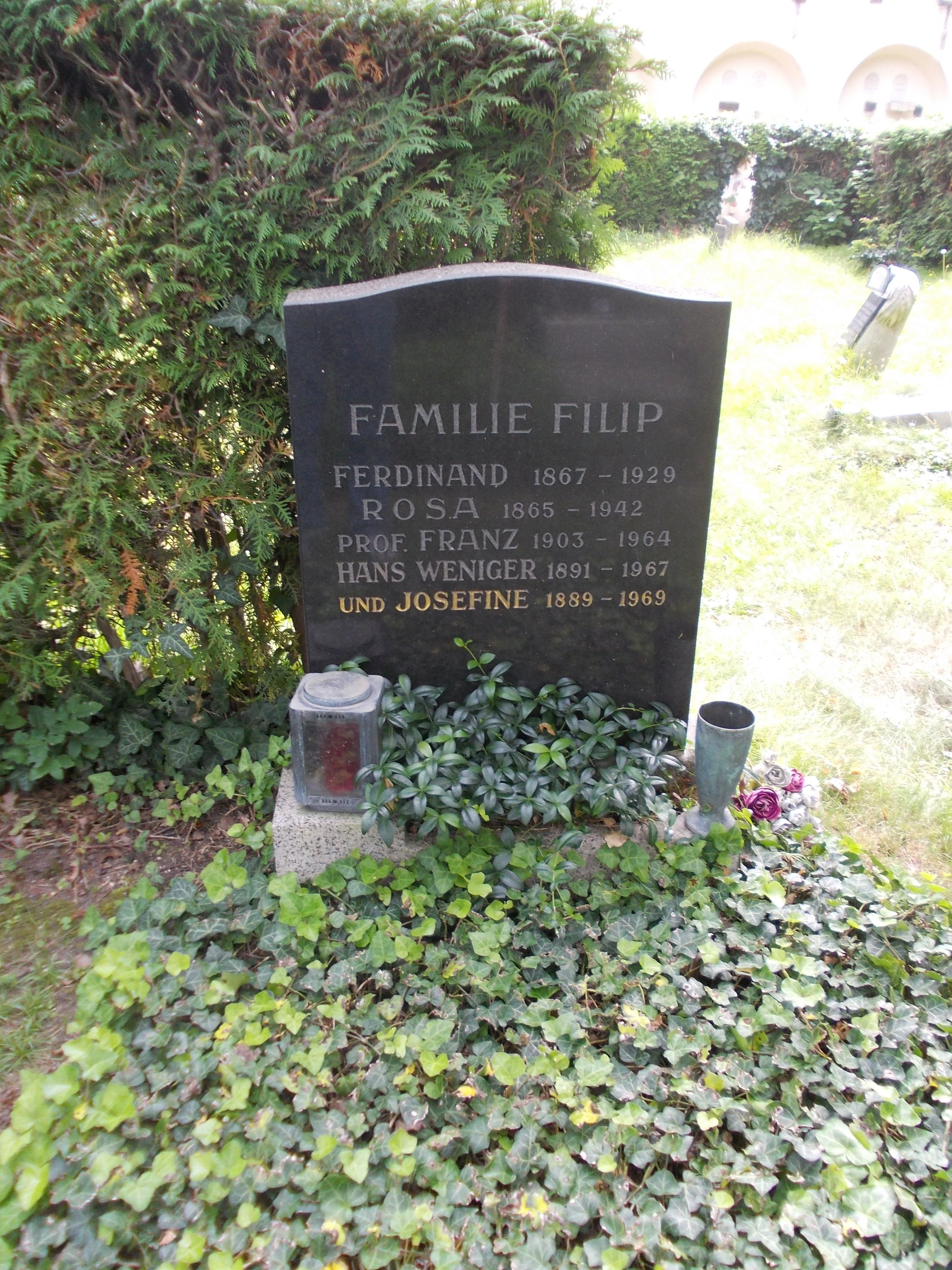
Grabstätte von Frank Filip

Frank Filip  (Franz) (* 14. März 1903 in Wien; † 20. August 1964 ebenda) war ein österreichischer Komponist und Schriftsteller.

## Leben
Er studierte am Wiener Konservatorium Klavier und Musiktheorie bei Karl Pilss, bevor er einen Dirigentenkurs besuchte, leitete ab 1923 eine Tanzkapelle und war ab 1938 als freischaffender Komponist tätig. Filip war auch Musikgestalter und Drehbuchautor für Spielfilme beim ORF. Aus seiner Feder stammen auch Wienerlieder, Chansons, Film- und Unterhaltungsmusik. Ihm wurde der Berufstitel Professor verliehen.
Seine letzte Ruhestätte befindet sich im Urnenhain der Feuerhalle Simmering (Abteilung 3, Ring 2, Gruppe 7, Nummer 12) in Wien.

## Filmografie
- 1947: Wiener Melodien
- 1949: Eins, zwei, drei – aus
- 1951: Kleiner Peter, große Sorgen (Stadtpark)
- 1951: Der Fünfminutenvater
- 1953: Im Krug zum grünen Kranze (Die 5 Karnickel)
- 1956: Bademeister Spargel
- 1956: Meine Tante – Deine Tante
- 1956: Die Magd von Heiligenblut
- 1957: Der König der Bernina
- 1958: Die singenden Engel von Tirol

## Weblink
- Andrea Harrandt: Frank Filip. In: Oesterreichisches Musiklexikon. Online-Ausgabe, Wien 2002 ff., ISBN 3-7001-3077-5; Druckausgabe: Band 1, Verlag der Österreichischen Akademie der Wissenschaften, Wien 2002, ISBN 3-7001-3043-0.

| Personendaten    | Personendaten                                 |
| ---------------- | --------------------------------------------- |
| NAME             | Filip, Frank                                  |
| ALTERNATIVNAMEN  | Filip, Franz                                  |
| KURZBESCHREIBUNG | österreichischer Komponist und Schriftsteller |
| GEBURTSDATUM     | 14. März 1903                                 |
| GEBURTSORT       | Wien                                          |
| STERBEDATUM      | 20. August 1964                               |
| STERBEORT        | Wien                                          |